# M Racing
La M Racing, nota anche come Yvan Muller Racing, è una scuderia automobilistica francese con sede a Magny-Cours, fondata dal quattro volte campione del mondo turismo Yvan Muller. Attualmente milita nelle European Le Mans Series con una Ligier JS P3 e una Norma M30, nella coppa del mondo turismo con due Hyundai i30 N TCR e nella coppa francese GT4 con due Mercedes-AMG GT4.

## Storia
La scuderia ha debuttato nel 2016 nella classe LMP3 delle European Le Mans Series con una Ligier JS P3, alla guida della quale sono stati ingaggiati Alexandre Cougnaud, Yann Ehrlacher (nipote di Muller) e Thomas Laurent. L'equipaggio si è classificato all'ottavo posto in classifica generale, ottenendo anche una vittoria nell'ultima gara stagionale, e sesto in classifica scuderie. L'anno successivo è stata acquistata anche una Norma M30, che è stata affiancata alla Ligier già di proprietà della scuderia. Muller, inoltre, ha annunciato il ritiro dalle corse per concentrarsi sulla gestione della scuderia. L'equipaggio sulla Ligier si è classificato secondo sia in classifica piloti che in classifica scuderie, mentre l'equipaggio sulla Norma si è classificato decimo in classifica scuderie. Nello stesso anno, inoltre, la scuderia ha acquistato un'altra Ligier JS P3 e si è iscritta alla Michelin Le Mans Cup. Per il 2018 la scuderia aveva inizialmente pianificato di passare alla classe LMP2 ma, dopo aver annunciato i nuovi programmi in altri campionati, ha annunciato l'iscrizione per il terzo anno alle European Le Mans Series con le sue due vetture.
Nel 2018 la scuderia ha annunciato l'iscrizione alla coppa del mondo turismo, campionato da poco nato dalla fusione tra il campionato del mondo turismo e le TCR International Series, acquistano due nuove Hyundai i30 N con specifiche TCR. Dopo l'apertura del nuovo programma Muller ha annunciato il ritorno alle corse su una delle due vetture e al suo fianco è stato ingaggiato Thed Björk, campione del mondo turismo in carica ed ex compagno di squadra di Muller.
Nello stesso anno la scuderia ha annunciato l'acquisto di due nuove Mercedes-Benz AMG GT con specifiche GT4 e l'iscrizione alla coppa francese GT4.

## Risultati

### European Le Mans Series
| Anno | Vettura      | Pilota             | 1       | 2       | 3       | 4       | 5       | 6       | PP  | Punti | PS  | Punti |
| ---- | ------------ | ------------------ | ------- | ------- | ------- | ------- | ------- | ------- | --- | ----- | --- | ----- |
| 2016 | Ligier JS P3 | Alexandre Cougnaud | GBR Rit | ITA 5   | AUT 10  | FRA Rit | BEL Rit | POR 1   | 8°  | 36    | 6°  | 36    |
| 2016 | Ligier JS P3 | Yann Ehrlacher     | GBR Rit | ITA 5   | AUT 10  | FRA Rit | BEL Rit | POR 1   | 8°  | 36    | 6°  | 36    |
| 2016 | Ligier JS P3 | Thomas Laurent     | GBR Rit | ITA 5   | AUT 10  | FRA Rit | BEL Rit | POR 1   | 8°  | 36    | 6°  | 36    |
| 2017 | Ligier JS P3 | Alexandre Cougnaud | GBR 5   | ITA 2   | AUT 3   | FRA 3   | BEL 6   | POR 3   | 2°  | 81    | 2°  | 81    |
| 2017 | Ligier JS P3 | Antoine Jung       | GBR 5   | ITA 2   | AUT 3   | FRA 3   | BEL 6   | POR 3   | 2°  | 81    | 2°  | 81    |
| 2017 | Ligier JS P3 | Romano Ricci       | GBR 5   | ITA 2   | AUT 3   | FRA 3   | BEL 6   | POR 3   | 2°  | 81    | 2°  | 81    |
| 2017 | Norma M30    | Erwin Creed        | GBR 10  | ITA 1   | AUT Rit | FRA NC  | BEL     | POR Rit | 12° | 26    | 10° | 26    |
| 2017 | Norma M30    | Ricky Capo         | GBR 10  | ITA 1   | AUT     | FRA     | BEL     | POR     | 10° | 30,5  | 10° | 26    |
| 2017 | Norma M30    | Yann Ehrlacher     | GBR 10  | ITA     | AUT Rit | FRA NC  | BEL Rit | POR Rit | 25° | 1     | 10° | 26    |
| 2017 | Norma M30    | Neale Muston       | GBR     | ITA     | AUT     | FRA     | BEL Rit | POR     | 30° | 0     | 10° | 26    |
| 2018 | Norma M30    | David Droux        | FRA 2   | ITA 13  | AUT Rit | GBR 8   | BEL 8   | POR 10  | 10° | 27,5  | 10° | 27,5  |
| 2018 | Norma M30    | Lucas Légeret      | FRA 2   | ITA 13  | AUT Rit | GBR 8   | BEL 8   | POR 10  | 10° | 27,5  | 10° | 27,5  |
| 2018 | Norma M30    | Nicolas Ferrer     | FRA 2   | ITA 13  | AUT     | GBR     | BEL     | POR     | 15° | 19,5  | 10° | 27,5  |
| 2018 | Norma M30    | Alain Ferté        | FRA     | ITA     | AUT Rit | GBR     | BEL     | POR     | 40° | 0     | 10° | 27,5  |
| 2018 | Norma M30    | Romano Ricci       | FRA     | ITA     | AUT     | GBR 8   | BEL 8   | POR     | 22° | 6     | 10° | 27,5  |
| 2018 | Norma M30    | Michael Benham     | FRA     | ITA     | AUT     | GBR     | BEL     | POR 10  | 31° | 2     | 10° | 27,5  |
| 2018 | Ligier JS P3 | Natan Bihel        | FRA 13  | ITA Rit | AUT 9   | GBR Rit | BEL 5   | POR 17  | 19° | 8     | 14° | 8     |
| 2018 | Ligier JS P3 | Laurent Millara    | FRA 13  | ITA Rit | AUT 9   | GBR Rit | BEL 5   | POR 17  | 19° | 8     | 14° | 8     |

### Coppa del mondo turismo
| Anno | Vettura           | Pilota      | 1        | 2       | 3       | 4       | 5        | 6       | 7       | 8         | 9       | 10        | 11        | 12        | 13        | 14       | 15       | 16       | 17       | 18        | 19      | 20      | 21        | 22       | 23        | 24        | 25        | 26       | 27        | 28       | 29        | 30      | PP | Punti | PS | Punti |
| ---- | ----------------- | ----------- | -------- | ------- | ------- | ------- | -------- | ------- | ------- | --------- | ------- | --------- | --------- | --------- | --------- | -------- | -------- | -------- | -------- | --------- | ------- | ------- | --------- | -------- | --------- | --------- | --------- | -------- | --------- | -------- | --------- | ------- | -- | ----- | -- | ----- |
| 2018 | Hyundai i30 N TCR | Yvan Muller | MAR 1 11 | MAR 2 9 | MAR 3 2 | UNG 1 4 | UNG 2 3  | UNG 3   | GER 1   | GER 2 4   | GER 3   | OLA 1 Rit | OLA 2 24† | OLA 3 Rit | POR 1     | POR 2    | POR 3 11 | SVC 1 12 | SVC 2 3  | SVC 3 Rit | NIN 1 7 | NIN 2 1 | NIN 3 Rit | WUH 1 15 | WUH 2 9   | WUH 3 Rit | GPN 1 3   | GPN 2 10 | GPN 3 21† | MAC 1 2  | MAC 2 3   | MAC 3 4 | 2° | 303   | 1° | 562   |
| 2018 | Hyundai i30 N TCR | Thed Björk  | MAR 1 2  | MAR 2 5 | MAR 3   | UNG 1 9 | UNG 2 12 | UNG 3 9 | GER 1 2 | GER 2 Rit | GER 3 1 | OLA 1 14  | OLA 2 16  | OLA 3 15  | POR 1 Rit | POR 2 10 | POR 3 1  | SVC 1 13 | SVC 2 10 | SVC 3 4   | NIN 1   | NIN 2 7 | NIN 3 1   | WUH 1 12 | WUH 2 Rit | WUH 3 10  | GPN 1 Rit | GPN 2 12 | GPN 3 8   | MAC 1 11 | MAC 2 Rit | MAC 3 8 | 7° | 242   | 1° | 562   |

### TCR Europe Touring Car Series
| Anno | Vettura           | Pilota            | 1         | 2         | 3        | 4         | 5        | 6         | 7         | 8        | 9         | 10       | 11       | 12       | 13       | 14        | PP  | Punti | PS | Punti |
| ---- | ----------------- | ----------------- | --------- | --------- | -------- | --------- | -------- | --------- | --------- | -------- | --------- | -------- | -------- | -------- | -------- | --------- | --- | ----- | -- | ----- |
| 2019 | Hyundai i30 N TCR | Nelson Panciatici | HUN 1 3   | HUN 2 5   | HOC 1 12 | HOC 2 Rit | SPA 1 16 | SPA 2 Rit | RBR 1 4   | RBR 2 4  | OSC 1 10  | OSC 2 8  | CAT 1 5  | CAT 2 6  | MNZ 1 10 | MNZ 2 Rit | 5°  | 205   | 5° | 247   |
| 2019 | Hyundai i30 N TCR | Natan Bihel       | HUN 1 Rit | HUN 2 26† | HOC 1 16 | HOC 2 26† | SPA 1 18 | SPA 2 Rit | RBR 1 Rit | RBR 2 11 | OSC 1 Rit | OSC 2 12 | CAT 1 12 | CAT 2 18 | MNZ 1 18 | MNZ 2 19  | 25° | 23    | 5° | 247   |